# Halina Kowalewska-Kalkowska
Halina Elżbieta Kowalewska-Kalkowska (ur. 1964, zm. 5 października 2022) – polska oceanograf, doktor habilitowany nauk o Ziemi.

## Życiorys
W 1998 r. obroniła pracę doktorską pt. Hydrologiczne i meteorologiczne uwarunkowania zmienności pól fizycznych wód Zatoki Pomorskiej, której promotorem był dr hab. Jerzy Cyberski, w 2013 r. habilitowała się na podstawie pracy zatytułowanej Rola wezbrań sztormowych w kształtowaniu ustroju wodnego układu dolnej Odry i Zalewu Szczecińskiego. 
Została pracownikiem naukowym w Instytucie Nauk o Morzu i Środowisku na Uniwersytecie Szczecińskim.